# Дмитриев, Сергей Михайлович (ректор)
Серге́й Миха́йлович Дми́триев (род. 19 июня 1957, Горький, СССР) — доктор технических наук, профессор. Ректор Нижегородского государственного технического университета им. Р. Е. Алексеева (с 2011 года).

## Биография[2]
Родился 19 июня 1957 года в городе Горький (ныне — Нижний Новгород). В 1974 году, после окончания средней школы №68, поступил в Горьковский политехнический институт имени А. А. Жданова. В 1980 году с отличием окончил физико-технический факультет политехнического института по специальности «Атомные электростанции». В 1980–2003 годах — ассистент, старший преподаватель, доцент, профессор кафедры «Атомные электростанции». С 1980 по 1990 год был заместителем секретаря парторганизации физико-технического факультета, заместителем декана факультета университета.
В 1986 году защитил диссертацию на соискание учёной степени кандидата технических наук, а в 1996 году — диссертацию на соискание учёной степени доктора технических наук. В 1999 году Сергею Дмитриеву присвоено учёное звание профессора.
С 2003 года работает заведующим кафедрой «Атомные, тепловые станции и медицинская инженерия», а с 2005 года — проректором по учебно-методической работе Нижегородского государственного технического университета (НГТУ). В 2008 году утвержден директором института Ядерной энергетики и технической физики НГТУ и проректором по развитию инновационно-образовательной деятельности.
21 декабря 2010 года на конференции сотрудников и учащихся Нижегородского государственного технического университета избран ректором. В 2016 году, набрав 97% голосов, переизбран ректором университета.

## Награды
- Медаль ордена «За заслуги перед Отечеством» II степени
- Медаль «300 лет Российскому флоту»[источник не указан 1032 дня]
- Медаль «В память 800-летия Нижнего Новгорода»
- Памятный знак «800 лет городу Нижнему Новгороду»[5]
- Нагрудный знак «Почетный работник высшего профессионального образования Российской Федерации»[источник не указан 1032 дня]
- Золотая медаль Концерна «Росэнергоатом» «За обеспечение безопасности атомных станций»[источник не указан 1032 дня]
- Серебряная медаль Концерна «Росэнергоатом» «За обеспечение безопасности атомных станций»
- Орден «Академик Курчатов» III и IV степени[источник не указан 1032 дня]
- Премия Правительства Российской Федерации в области образования[6]

## Санкции
6 марта 2022 года после вторжения России на Украину подписал письмо в поддержу российской агрессии. С 9 июня 2022 года находится под персональными санкциями Украины за поддержку войны. Также был внесён ФБК в список коррупционеров и разжигателей войны за поддержку нападения на Украину, 16 марта 2022 года форумом свободной России внесён в «Список Путина» с предложением введения против него международных санкций.

## Книги и публикации

### Монографии
- Форсированные теплообменники ЯЭУ / В.М.Будов, С.М.Дмитриев. — М.: Энергоатомиздат, 1989. — 176 с.
- Ядерные энергетические установки с высокотемпературными модульными газоохлаждаемыми реакторами / Петрунин В.В., Кодочигов Н.Г., Дмитриев С.М., Абросимов Н.Г., Маров И.В. и др. // В 2 томах / Нижний Новгород, 2018.

### Пособия и учебники
- Основное оборудование АЭС с корпусными реакторами на тепловых нейтронах / Дмитриев С.М., Зверев Д.Л., Бых О.А., Панов Ю.К., Сорокин Н.М., Фарафонов В.А. // Учебник / Москва, 2013.
- Математические модели и алгоритмы для численного моделирования задач гидродинамики и аэродинамики / Козелков А.С., Шагалиев Р.М., Дмитриев С.М., Куркин А.А., Волков К.Н., Дерюгин Ю.Н., Емельянов В.Н., Пелиновский Е.Н., Легчанов М.А. // Нижний Новгород, 2014.
- Основное оборудование АЭС / Дмитриев С.М., Зверев Д.Л., Бых О.А., Панов Ю.К., Сорокин Н.М., Фарафонов В.А. // Учебное пособие / Минск, 2015.

### Статьи
- Экспериментальные исследования гидродинамических и массообменных характеристик потока теплоносителя в ТВСА ВВЭР / Дмитриев С.М., Бородин С.С., Легчанов М.А., Солнцев Д.Н., Сорокин В.Д., Хробостов А.Е. // Атомная энергия. 2012. Т. 113. № 5. С. 252–256.
- Расчетно-экспериментальные исследования локальной гидродинамики и массообмена потока теплоносителя в ТВС-квадрат реакторов PWR с перемешивающими решетками / Дмитриев С.М., Самойлов О.Б., Хробостов А.Е., Варенцов А.В., Добров А.А., Доронков Д.В., Сорокин В.Д. // Теплоэнергетика. 2014. № 8. С. 20.
- Особенности локальной гидродинамики и массообмена теплоносителя в ТВС реакторов ВВЭР и PWR с перемешивающими решетками / Дмитриев С.М., Хробостов А.Е., Легчанов М.А., Бородин С.С., Солнцев Д.Н., Сорокин В.Д. // Тепловые процессы в технике. 2013. Т. 5. № 3. С. 98–107.